# 3292 Сетер
3292 Сетер (3292 Sather) — астероїд головного поясу, відкритий 24 вересня 1960 року.
Тіссеранів параметр щодо Юпітера — 3,180.